# Bahnstrecke Lomé–Kpalimé
| Streckenlänge: | 119 km              |                                        |                                        |
| Spurweite: | 1000 mm (Meterspur) |                                        |                                        |
| Maximale Neigung: | 16,7 ‰              |                                        |                                        |
| Minimaler Radius: | 200 m               |                                        |                                        |
| |                     |                                        |                                        |
| \| \| \| Alte Landungsbrücke \| \| \| \| \| Bahnstrecke Lomé–Aného \| \| \| \| 0 \| Lomé (Lome) \| Lomé (Lome) \| \| \| 2,7 \| Bahnstrecke Lomé–Blitta \| Bahnstrecke Lomé–Blitta \| \| \| 22 \| Noepe (Noëpe) \| Noepe (Noëpe) \| \| \| \| Badja \| \| \| \| \| Haltepunkt \| \| \| \| 51 \| Assahun \| Assahun \| \| \| 66 \| Towega \| Towega \| \| \| 96 \| Gadja \| Gadja \| \| \| 105 \| Agou (Agu) 246m ü. NN – höchster Punkt \| Agou (Agu) 246m ü. NN – höchster Punkt \| \| \| 119 \| Kpalimé (Agome-Palime) 229 m ü. NN \| Kpalimé (Agome-Palime) 229 m ü. NN \| |                     |                                        |                                        |
| |                     | Alte Landungsbrücke                    |                                        |
| Abzweig geradeaus und von rechts (Strecke außer Betrieb) |                     | Bahnstrecke Lomé–Aného                 | Bahnstrecke Lomé–Aného                 |
| Kopfbahnhof Strecke bis hier außer Betrieb | 0                   | Lomé (Lome)                            | Lomé (Lome)                            |
| Abzweig geradeaus und nach rechts | 2,7                 | Bahnstrecke Lomé–Blitta                | Bahnstrecke Lomé–Blitta                |
| Bahnhof | 22                  | Noepe (Noëpe)                          | Noepe (Noëpe)                          |
| Haltepunkt / Haltestelle |                     | Badja                                  | Badja                                  |
| Haltepunkt / Haltestelle |                     | Haltepunkt                             | Haltepunkt                             |
| Bahnhof | 51                  | Assahun                                | Assahun                                |
| Bahnhof | 66                  | Towega                                 | Towega                                 |
| Bahnhof | 96                  | Gadja                                  | Gadja                                  |
| Bahnhof | 105                 | Agou (Agu) 246m ü. NN – höchster Punkt | Agou (Agu) 246m ü. NN – höchster Punkt |
| Kopfbahnhof Streckenende | 119                 | Kpalimé (Agome-Palime) 229 m ü. NN     | Kpalimé (Agome-Palime) 229 m ü. NN     |

Die Bahnstrecke Lomé–Kpalimé war die zweite Eisenbahnstrecke, die im heutigen Togo errichtet wurde. Sie trug auch die Namen Inlandbahn oder Kakao-Bahn.

## Geschichte
Die Bahnstrecke wurde während der deutschen Kolonialzeit errichtet. Ab 1902 geplant, wurde der Bau 1904 begonnen und die Strecke drei Jahre später, am 27. Januar 1907, dem Geburtstag Kaiser Wilhelm II. eröffnet. Sie wurde in Meterspur gebaut, war 119 km lang und von einer Fernsprechleitung begleitet. Die schienengleichen Bahnübergänge waren durch Läutetafeln gesichert. Als Ausgangspunkt nutzte die Strecke den Bahnhof Lomé der Bahnstrecke Lomé–Aného. Neben der Abfuhr von Kakao diente sie auch dem von Produkten der Ölpalme. Ab dem 1. April 1908 waren beide Bahnen an die Deutsche Kolonial-Eisenbahn Bau- und Betriebsgesellschaft (DKEBBG) verpachtet, wurden von ihr gemeinsam betrieben und die Züge betrieblich über beide Strecken durchgebunden.
Nach dem Ersten Weltkrieg wurde Togo zwischen Großbritannien und Frankreich geteilt, wobei das gesamte Bahnnetz in dem Teil des Landes zu liegen kam, der nun von Frankreich als Völkerbunds-Mandat verwaltet wurde. Während der Periode militärischer Besetzung bis 1922 wurde die Bahn unter dem Namen Togoland Military Railway (TMR) betrieben, wobei der Bahnbetrieb in den Händen der benachbarten Eisenbahn der Goldküste, der Gold Coast Government Railways lag. Erst nach 1922 erhielt die Bahn ihren ersten französischsprachigen Namen: Chemins de fer de Togo (CFT).

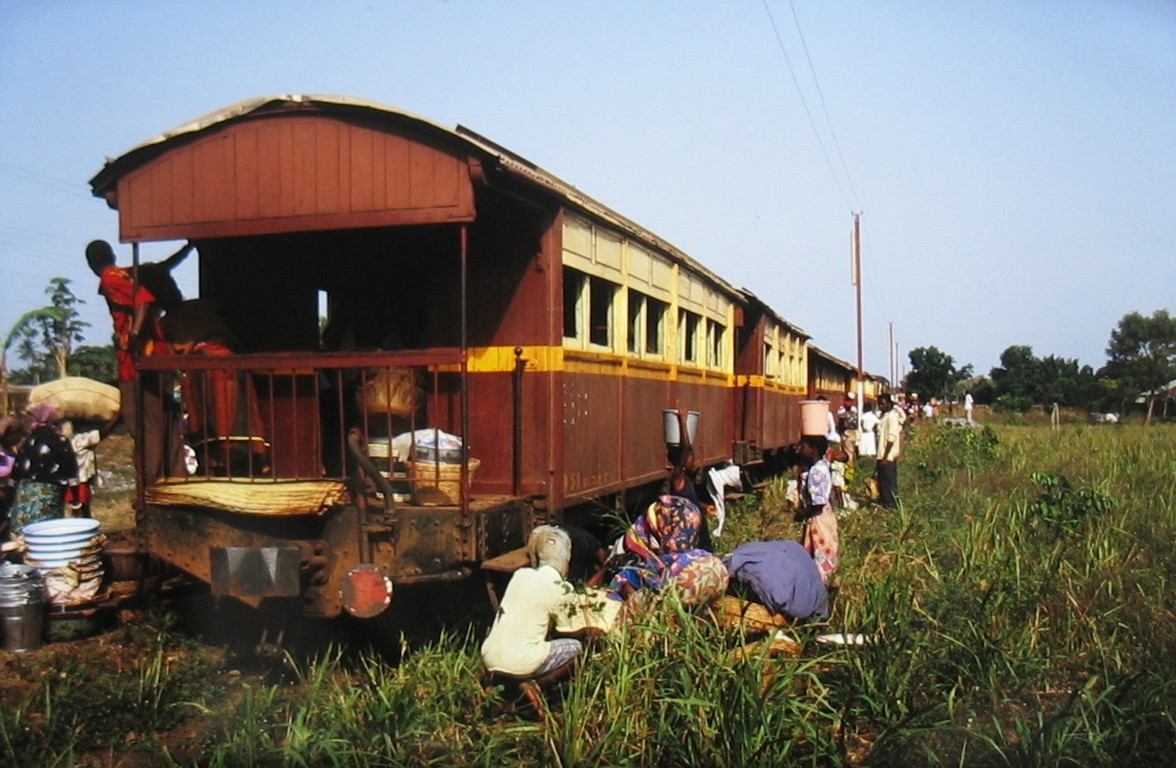
Februar 1990

Da es sich „nur“ um ein Mandatsgebiet handelte, dessen völkerrechtliche Zuordnung zu Frankreich nicht dauerhaft gesichert schien, hielt sich Frankreich mit Investitionen auch in die Eisenbahn Togos zurück. Die Strecke wurde nach der Unabhängigkeit Togos weiter betrieben.